# Залеше Гурне
Залеше Гурне (на полски: Zalesie Górne) е село в Мазовско войводство, централна Полша, част от община Пясечно на Пясеченски окръг. Населениет му е около 3 160 души (2014).
Разположено е на 121 m надморска височина в Средноевропейската равнина, на 26 km южно от центъра на Варшава и на 12 km западно от левия бряг на река Висла. Селището е основано през 1930 година и днес е жилищно предградие на Варшава.